# Zamość
Zamość (i äldre svenska texter ofta Zamoisk) är en stad i vojvodskapet Lublin i Polen. Staden hade 65 612 invånare år 2012. Zamość är beläget i vojvodskapet Lublin och var 1975–1998 huvudstad i vojvodskapet Zamość. Cirka 20 kilometer från staden ligger Roztocze nationalpark. Staden är grundad 1580 som en planerad stad av den polske stormannen Jan Zamoyski.
Staden ligger mindre än 60 kilometer från gränsen till Ukraina vid den bredspåriga järnvägen som sammanbinder forna Sovjetunionen med Övre Schlesiens kol- och svavelgruvor. Den 14 december 1992 blev stadens historiska centrum ett världsarv.